# Raymond Poulidor
Raymond Poulidor (Mérignat, 21 de abril de 1936-Saint-Léonard-de-Noblat, 13 de noviembre de 2019), también conocido por el apodo de Pou Pou, fue un ciclista profesional francés. Pasó a la posteridad como el eterno segundo, ya que terminó el Tour de Francia tres veces en el segundo puesto, y cinco veces en tercer lugar.

## Biografía
Su tragedia fue que, siendo un gran ciclista, tuvo que competir con dos de los mejores, Jacques Anquetil y Eddy Merckx. Sin embargo, esta misma condición de segundón pudo haberle ganado el favor del público, y fue uno de los ciclistas franceses más populares durante el siglo XX.

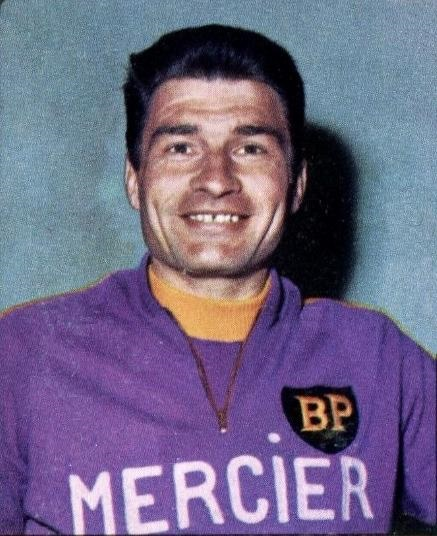
Poulidor en 1968, con la camiseta del Mercier.

Profesional entre 1960 y 1977, compitió con Louison Bobet, Jacques Anquetil, Eddy Merckx, Federico Martín Bahamontes, Felice Gimondi, Luis Ocaña o Bernard Hinault. Corrió con el equipo Mercier, en sus distintas denominaciones (Mercier-BP, Fagor-Mercier, Gan-Mercier o Miko-Mercier) a lo largo de toda su carrera como ciclista. 
La rivalidad entre Anquetil y Poulidor es una de las grandes luchas entre deportistas franceses en los años 1960.
Pero a pesar de no haber logrado nunca triunfar en el Tour de Francia (de hecho, ni siquiera llegó a llevar nunca el maillot amarillo), Poulidor fue un ciclista con un amplísimo palmarés de 189 victorias, entre las que destacan su triunfo en la Vuelta a España 1964 y siete etapas en el Tour.
Poulidor murió el 13 de noviembre de 2019 a los 83 años.

## Homenajes
Durante la edición 108 del Tour de Francia, su nieto, Mathieu van der Poel en conjunto al equipo continental Alpecin-Fénix, rindieron un homenaje póstumo, utilizando un diseño de maillot basado en los utilizados por Raymond durante su carrera profesional.

## Palmarés
| 1960 - Promoción Pernod (menores de 25 años) - Burdeos-Saintes - Niza-Mont Agel - Mont Ventoux - 1 etapa del Tour du Sud-Est 1961 - Challenge Yellow (Sédis) - Promoción Pernod (menores de 25 años) - Campeonato de Francia en Ruta - Milán-San Remo - Mont Faron - 3.º en el Campeonato Mundial en Ruta - 2.º en el Super Prestige Pernod International 1962 - Mont Faron - 3.º en el Tour de Francia, más 1 etapa 1963 - Challenge Yellow (Sédis) - Flecha Valona - Gran Premio de las Naciones - Gran Premio de Lugano - 1 etapa del Critérium Internacional - 1 etapa de la París-Luxemburgo - Bol d'Or des Monédières - 3.º en el Super Prestige Pernod International 1964 - Challenge Yellow (Sédis) - Prestige Pernod - Critérium Internacional, más 1 etapa - 2.º en el Tour de Francia, más 1 etapa - Vuelta a España , más 1 etapa - 3.º en el Campeonato Mundial en Ruta - Super Prestige Pernod International - Gran Premio de Cannes - 1 etapa de la Dauphiné Libéré - 1 etapa de la París-Niza 1965 - Escalada a Montjuic - 2.º en el Tour de Francia, más 2 etapas - 2 etapas de la Vuelta a España - 1 etapa del Critérium Internacional - 2.º en el Campeonato de Francia en Ruta 1966 - Challenge Yellow (Sédis) - Prestige Pernod - Dauphiné Libéré, más 1 etapa - Critérium Internacional, más 1 etapa - Mont Faron - 1 etapa de la París-Niza - Subida a Arrate - Ciclocross de Fontenay-sous-Bois (con Jean Graczyk) - 3.º en el Tour de Francia, más 1 etapa - 3.º en el Campeonato Mundial en Ruta - 3.º en el Super Prestige Pernod International | 1967 - Escalada a Montjuic - Bol d'Or des Monédières - À travers Lausanne - 1 etapa del Tour de Francia - 1 etapa del Vuelta a España - Boucles de l'Aulne 1968 - Critérium Internacional - Escalada a Montjuic - Subida a Arrate - 1 etapa de la Vuelta a Bélgica - 1 etapa de los Cuatro Días de Dunkerque - Polymultipliée 1969 - Challenge Yellow (Sédis) - Prestige Pernod - Dauphiné Libéré, más 2 etapas - Tour de Haut-Var - Niza-Seillans - 1 etapa de la París-Niza - 3.º en el Tour de Francia - 1 etapa de la Vuelta al País Vasco - 3.º en el Super Prestige Pernod International 1971 - Critérium Internacional - Semana Catalana - Étoile des Espoirs, más 1 etapa 1972 - Challenge Yellow (Sédis) - Prestige Pernod - París-Niza, más 1 etapa - Critérium de As - 1 etapa de la Semana Catalana - Critérium Internacional - 3.º en el Tour de Francia - 2.º en el Super Prestige Pernod International 1973 - Challenge Yellow (Sédis) - París-Niza - Midi Libre 1974 - Omnium de Cherbourg (con Patrick Sercu) - 2.º en el Tour de Francia, más 1 etapa - 2.º en el Campeonato Mundial en Ruta - 1 etapa de la Dauphiné Libéré 1975 - 1 etapa del Tour de Limousin 1976 - 3.º en el Tour de Francia |

## Resultados

### Grandes Vueltas
| Carrera | Carrera         | 1960 | 1961 | 1962 | 1963 | 1964 | 1965 | 1966 | 1967 | 1968 | 1969 | 1970 | 1971 | 1972 | 1973 | 1974 | 1975 | 1976 | 1977 |
| ------- | --------------- | ---- | ---- | ---- | ---- | ---- | ---- | ---- | ---- | ---- | ---- | ---- | ---- | ---- | ---- | ---- | ---- | ---- | ---- |
|         | Giro de Italia  | —    | —    | —    | —    | —    | —    | —    | —    | —    | —    | —    | —    | —    | —    | —    | —    | —    | —    |
|         | Tour de Francia | —    | —    | 3.º  | 8.º  | 2.º  | 2.º  | 3.º  | 9.º  | Ab.  | 3.º  | 7.º  | —    | 3.º  | Ab.  | 2.º  | 19.º | 3.º  | —    |
|         | Vuelta a España | —    | —    | —    | —    | 1.º  | 2.º  | —    | 8.º  | —    | —    | —    | 9.º  | —    | —    | —    | —    | —    | —    |

### Vueltas menores
| Carrera | Carrera                | 1960 | 1961 | 1962 | 1963 | 1964 | 1965 | 1966 | 1967 | 1968 | 1969 | 1970 | 1971 | 1972 | 1973 | 1974 | 1975 | 1976 | 1977 |
| ------- | ---------------------- | ---- | ---- | ---- | ---- | ---- | ---- | ---- | ---- | ---- | ---- | ---- | ---- | ---- | ---- | ---- | ---- | ---- | ---- |
|         | París-Niza             | 22.º | 9.º  | 7.º  | 16.º | Ab.  | 4.º  | 2.º  | 14.º | 13.º | 2.º  | 4.º  | 17.º | 1.º  | 1.º  | 5.º  | 19.º | 14.º | 6.º  |
|         | Vuelta al País Vasco   | X    | X    | X    | X    | X    | X    | X    | X    | X    | 7.º  | —    | 2.º  | —    | —    | —    | —    | —    | —    |
|         | Tour de Romandía       | —    | —    | —    | —    | —    | —    | —    | —    | —    | —    | —    | —    | —    | —    | 5.º  | —    | —    | —    |
|         | Critérium del Dauphiné | 10.º | —    | 3.º  | 15.º | 2.º  | 2.º  | 1.º  | X    | X    | 1.º  | —    | 4.º  | 7.º  | 7.º  | 2.º  | 4.º  | 14.º | 16.º |
|         | Vuelta a Suiza         | —    | —    | —    | —    | —    | —    | —    | —    | 8.º  | —    | —    | —    | —    | —    | —    | —    | —    | —    |

### Clásicas y Campeonatos
| Carrera                | Carrera                | 1960 | 1961 | 1962 | 1963 | 1964 | 1965 | 1966 | 1967 | 1968 | 1969 | 1970 | 1971 | 1972 | 1973 | 1974 | 1975 | 1976 | 1977 |
| ---------------------- | ---------------------- | ---- | ---- | ---- | ---- | ---- | ---- | ---- | ---- | ---- | ---- | ---- | ---- | ---- | ---- | ---- | ---- | ---- | ---- |
| Kuurne-Bruselas-Kuurne | Kuurne-Bruselas-Kuurne | —    | —    | —    | —    | —    | —    | —    | 43.º | —    | —    | —    | —    | —    | —    | —    | —    | —    | —    |
|                        | Milán-San Remo         | —    | 1.º  | —    | 57.º | 2.º  | 41.º | 7.º  | 33.º | 5.º  | 53.º | 62.º | —    | —    | 46.º | —    | —    | 48.º | —    |
| Gante-Wevelgem         | Gante-Wevelgem         | —    | —    | —    | —    | 61.º | —    | —    | —    | —    | —    | —    | —    | 27.º | 26.º | 13.º | —    | —    | —    |
|                        | Tour de Flandes        | —    | 17.º | —    | 9.º  | 30.º | 32.º | 36.º | 27.º | 14.º | —    | —    | 67.º | 28.º | —    | 27.º | —    | 42.º | —    |
|                        | París-Roubaix          | 19.º | 36.º | 5.º  | 6.º  | —    | —    | —    | 7.º  | 6.º  | —    | 13.º | 11.º | 10.º | 10.º | 24.º | —    | 13.º | 12.º |
| Amstel Gold Race       | Amstel Gold Race       | X    | X    | X    | X    | X    | X    | —    | —    | —    | —    | —    | —    | —    | —    | 18.º | —    | 20.º | 11.º |
| Flecha Valona          | Flecha Valona          | —    | —    | —    | 1.º  | —    | —    | 23.º | —    | —    | —    | 10.º | —    | 2.º  | 12.º | 19.º | 36.º | 28.º | 8.º  |
|                        | Lieja-Bastoña-Lieja    | —    | —    | —    | 5.º  | —    | —    | —    | —    | 3.º  | —    | 8.º  | —    | —    | 4.º  | —    | —    | 8.º  | —    |
| París-Bruselas         | París-Bruselas         | —    | 9.º  | —    | —    | —    | —    | —    | —    | —    | —    | —    | —    | —    | 48.º | —    | —    | —    | —    |
| París-Tours            | París-Tours            | 7.º  | —    | —    | 3.º  | —    | 37.º | 9.º  | 89.º | —    | 59.º | 34.º | —    | 79.º | 35.º | —    | 61.º | 2.º  | 17.º |
|                        | Giro de Lombardía      | 96.º | 12.º | —    | 13.º | —    | 6.º  | 3.º  | 3.º  | 16.º | 5.º  | —    | —    | 15.º | —    | —    | —    | 5.º  | —    |
| Mundial en Ruta        | Mundial en Ruta        | 5.º  | 3.º  | 25.º | 5.º  | 3.º  | Ab.  | 3.º  | 24.º | 7.º  | 56.º | 37.º | 45.º | 33.º | 35.º | 2.º  | 17.º | 24.º | 32.º |
| Francia en Ruta        | Francia en Ruta        | —    | 1.º  | —    | —    | —    | 2.º  | —    | —    | —    | —    | —    | —    | —    | —    | —    | —    | —    | —    |

—: No participa

Ab.: Abandono

X: Ediciones no celebradas

## Premios y reconocimientos
- Campeón de los campeones franceses L'Équipe en 1974
- Caballero de la Legión de Honor: 25 de enero de 1973
- Mendrisio de Oro (1974)
- En 2002 pasó a formar parte de la Sesión Inaugural del Salón de la Fama de la UCI.[4]